# Monteverdi 2000 GTI
De Monteverdi 2000 GTI is een conceptwagen van de Zwitserse autofabrikant Monteverdi die ontworpen werd door Pietro Frua als een goedkoper alternatief voor de Monteverdi High Speed GT-wagens.
Het prototype werd ontwikkeld op basis van een BMW 2000 ti en werd aangedreven door een 2,0 L viercilindermotor van 120 pk, goed voor een topsnelheid van bijna 200 km/u. Dit vermogen werd afgeleverd op de achteras via een drietraps automaat van ZF.
De wagen zou voor het eerst vertoond worden op het Autosalon van Genève in 1968 maar die plannen gingen uiteindelijk niet door omdat het prototype ernstig beschadigd geraakte tijdens het transport in Turijn. Maar er wordt ook beweerd dat het geschil tussen Monteverdi en Frua dat hun samenwerking beëindigde aan de oorzaak lag.
Waarom de wagen nooit in productie is gegaan is onduidelijk. Volgens sommige bronnen zag BMW een samenwerking niet zitten. Andere bronnen beweren dat Peter Monteverdi deze kleinere en goedkopere GT coupé niet op de markt bracht om de exclusiviteit van de High Speed serie te vrijwaren. Hoe dan ook is het bij dit ene prototype gebleven.
Pietro Frua heeft het ontwerp wel nog hergebruikt voor een aantal eenmalige BMW coupés. In 1968 presenteerde hij op het Autosalon van Parijs een BMW 2000 ti Coupé met dezelfde carrosserie, voorzien van een typisch niervormig BMW-radiatorrooster. In 1969 toonde hij een BMW 2800 GTS Coupé op het Autosalon van Genève en de IAA in Frankfurt. In 1972 volgde ten slotte nog een BMW 3.0 S Coupé, eveneens op het Autosalon van Parijs.